# Ценява (Україна)
Ценя́ва — село в Україні, у П'ядицькій сільській громаді Коломийського району Івано-Франківської області.
Колишній орган місцевого самоврядування — Ценявська сільська рада, яка була утворена 24 лютого 1940 року. Колишній сільський голова — Богдан Томенчук.

## Розташування
Село Ценява межує з селами П'ядики, Підгайчики, Королівка, Корнич. Село розміщене на рівнині. 
Через село проходить автомобільна дорога Р24 і залізниця Коломия — Заліщики — Тернопіль (зупинний пункт Ценява). Відстань до м. Коломиї: до залізничного моста - 7 км, по об'їзній дорозі - 12 км, до Івано-Франківська - 70 км.

## Історія села
Ценява. Вимовляється в народі - Ценів.
Перша згадка про село в писемних джерелах належить до 1714 р. Стосовно часу заснування села і його назви є кілька версій.
- Після Брестської унії 1596 р. Польща і католицька церква посилили свою агресивність щодо населення Галичини, засилаючи в різні кінці краю своїх ксьондзів і поселенців. Такі поселення в кінці XVI ст. прибули на територію, де знаходиться сучасне село. Їм сподобались землі, місцевість і вони заявили: "Це ніва наша". (Ценіва - Ценів - Ценява).

- Землі, на яких розкинулось теперішнє село, належали до Коломиї і називались "міським урочищем". У першій половині XVII ст., з розпорядження графа Йосипа Потоцького, на цих землях було збудовано господарський двір і поселено селян з Корнича та Сопова. Першими поселенцями були Федір Верига з Корнича і Григорій Томенчук з Сопова. Йосип Потоцький ці землі називав своїми: "Це ніви мої". З цього виразу пішла назва села.

Після кривавого захоплення Галичини в 1919 році польська адміністрація почала заохочування переходу греко-католиків на латинський обряд. Розпочата й активна кампанія заселення мазурами — на 23.10.1921 було розселено 10 родин (55 осіб), яким надано 136 моргів поля.

## Населення

### Мова
Розподіл населення за рідною мовою за даними перепису 2001 року:
| Мова       | Кількість | Відсоток |
| ---------- | --------- | -------- |
| українська | 1649      | 99.64%   |
| російська  | 6         | 0.36%    |
| Усього     | 1655      | 100%     |

## Пам'ятки
- Дубовий хрест на честь скасування кріпацтва встановлений у травні 1848 року.
- Могила-курган борцям, які полягли за волю України, жителі села, під керівництвом Михайла Томенчука насипали 1990 року перед в'їздом у село ліворуч дороги з  Коломиї.
- Пам'ятник жителям села, які загинули на фронтах Другої світової війни, встановлений у травні 1981 року.

## Релігія
- Дерев'яна церква Воздвиження Чесного Хреста збудована 1808 року, належить до УГКЦ. Священик - о. Юрій Савчук. Біля церкви встановлено  Дубовий хрест на честь 1000-літнього ювілею хрещення Русі 1988 р. 27 вересня 2008 року святкували 200-ліття церкви. Храмове свято - 27 вересня, Воздвиження Чесного Хреста.
- Римо-католицький Костел Відвідання Єлизавети Пресвятою Дівою Марією, збудований в 1904 році. У 1946 році радянська влада закрила храм, облаштувавши у ньому спочатку зерносховище, а потім - склад мінеральних добрив. Після повернення святині у 1992 році її було відновлено при допомозі колишніх парафіян, які виїхали за радянської влади до Польщі.
- Капличка навпроти могили збудував 1990 року Володимир Саєвич на місці камінного хреста, встановленого в кінці ХІХ ст.
- Хрест встановлено в офіру в честь Чесного Животворящого Хреста Господнього від родини Томенчуків 2008 р. Чин освячення відбувся 27 вересня 2008 р.
- Каплиця Святого Юди Тадея - збудована з ініціативи та участі сім’ї Бойчука Андрія. Чин освячення відбувся  2 липня 2004 р.
- Криничка , де відбувається чин великого освячення йорданської води. Біля кринички було встановлено хрест Красничуком Іваном, згодом встановили статую Матері Божої  26.08. 2009 року та облаштували дерев’яну криничку.

## Освіта
Перше приміщення початкової школи було побудоване на початку ХХ ст. громадою села на вул. Джерельній. Тут працював один учитель. У роки Першої світової війни приміщення було зруйноване, школярі навчалися в будинках господарів. У 1920-х роках громада відпустила для школи громадську споруду по вул. Криничній. 1926 р., з допомогою поміщиці Павліни Кунцової, було збудовано нове приміщення сільської управи ("охронки") на вул. Шкільній, де і було відкрито польську школу, а українці продовжували навчатись у тому приміщенні, що й раніше. З 1939 року до 1967 року колишня "охронка" стала єдиною школою. 1945 року початкова школа переросла в семирічну. Першим директором була Бабенко, уродженка Чернігівської області. 1947 року її замінив Василь Мосіяш. Протягом 1966-1989 рр. директором працював Ярослав Мельник. В 1977 році відкрило двері нове приміщення школи, 1989-1990 рр., директором працював її вихованець Богдан Томенчук. У 1990 - 2021 рр. школу (з 04.02.2021 р - гімназію) очолював ентузіаст, історик, краєзнавець, відмінник народної освіти Віталій Сокур.
Ценявський ЗДО "Сонечко"  - свою роботу після тривалого закриття  заклад розпочав 11 травня 2007р., розрахований на 2 групи загального розвитку, 35 місць на даний час виховується 39 дітей. 
Режим  роботи ЗДО : п’ятиденний з 9.00. до 18.00. Мова навчання – українська.   У порівнянні з минулими роками кількість дітей по мережі змінювалася. Кадрами дошкільний заклад укомплектований повністю, згідно штатного розпису. Працює в дитячому садку -14осіб: зокрема, педагогічних працівників -4 осіб, з них директор-1ст, 2 вихователі:  на 1ст., музичний керівник – 0.3ст., 10 осіб – технічного та обслуговуючого персоналу.

## Культура
- Будинок культури побудований у 1970 році на 350 місць. Директор БК - Андрій Федорчук. Художній керівник - Олексій Білоус, який керує Народним аматорським хоровим колективом "Дзвони Покуття".
- Бібліотека : бібліотекар Василик В.. Книжковий фонд становить - 6000 примірників.
- У середині 1920-х років в селі було створено товариство "Просвіта", яке активно діяло в 1930-х роках. Засновником був Томенчук Іван Миколайович, його активними помічниками - Михайло Томенчук, Гнат Томенчук, Петро Томенчук. Товариство мало свою бібліотеку, в якій були твори Т.Г.Шевченка, І.Франка та інших авторів. В 1935-1937 рр. церковна громада під керівництвом священика Григорія Федини та активістів "Просвіти" біля церкви збудували будинок - свій культурний центр, що мав назву "Скала". Цей будинок використовувався як клуб, бібліотека.

## Відомі люди
- Марціновський Ярослав Михайлович (1986—2023) — солдат збройних сил України, учасник російсько-української війни. Герой України (2024, посмертно).
- Слоньовська Ольга Володимирівна — українська поетеса, літературознавець. Народилася в селі Ценява 8 березня 1960 року. Авторка збірок поезій «Гілка глоду», «Гердани», «Пектораль» та інші.
- Томенчук Богдан Михайлович — український поет, Директор Івано-Франківського регіонального центру оцінювання якості освіти. Народився 16 січня 1955 року в селі Ценява. Автор збірок поезій: «На паперті душі», «Він був пророком у своїй вітчизні», «Жінка з одного вірша», «Дві джезви».
- Томенчук Богдан Петрович (1950*) — український історик, археолог

## Світлини

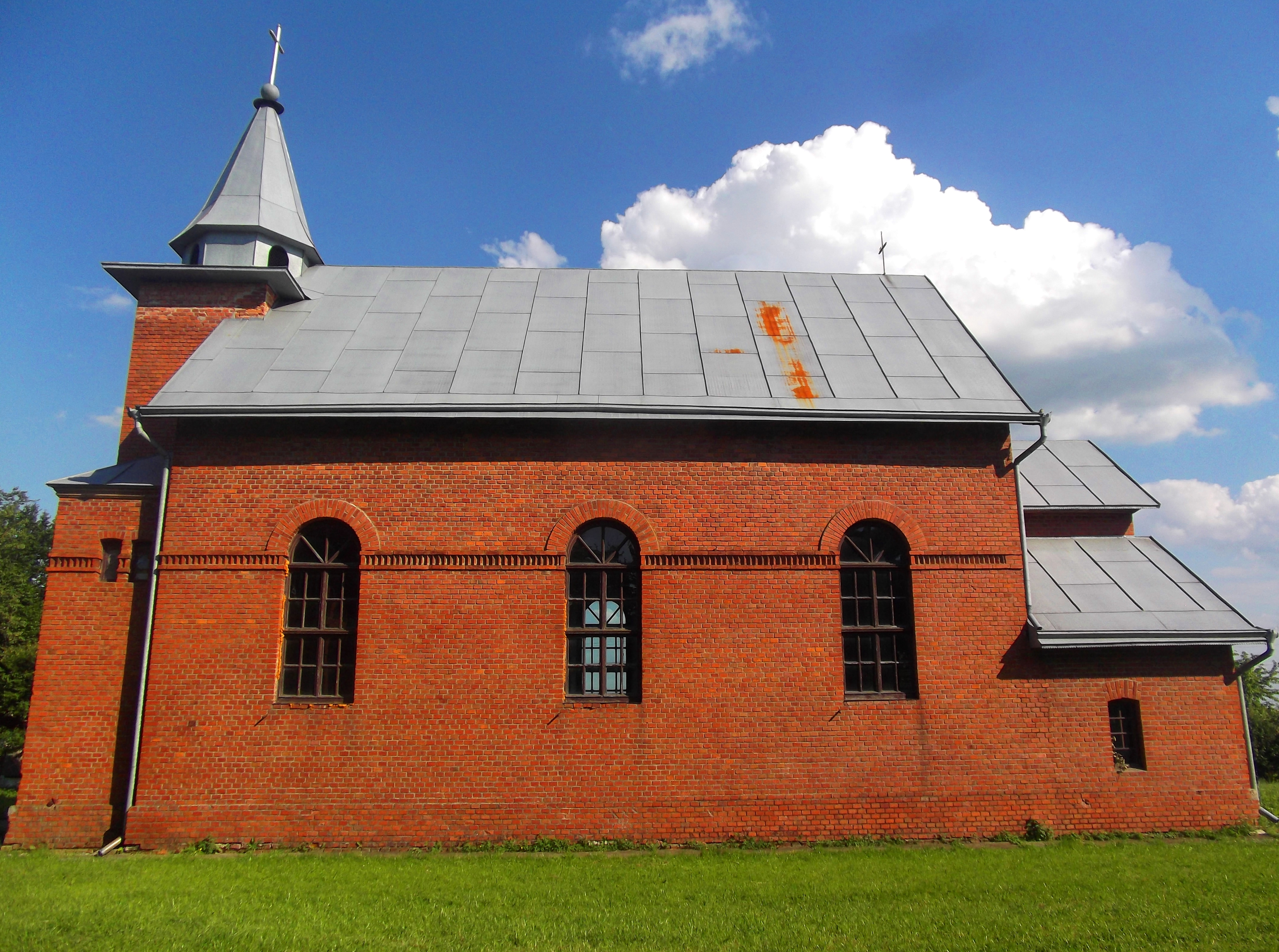
Ценява, Костел
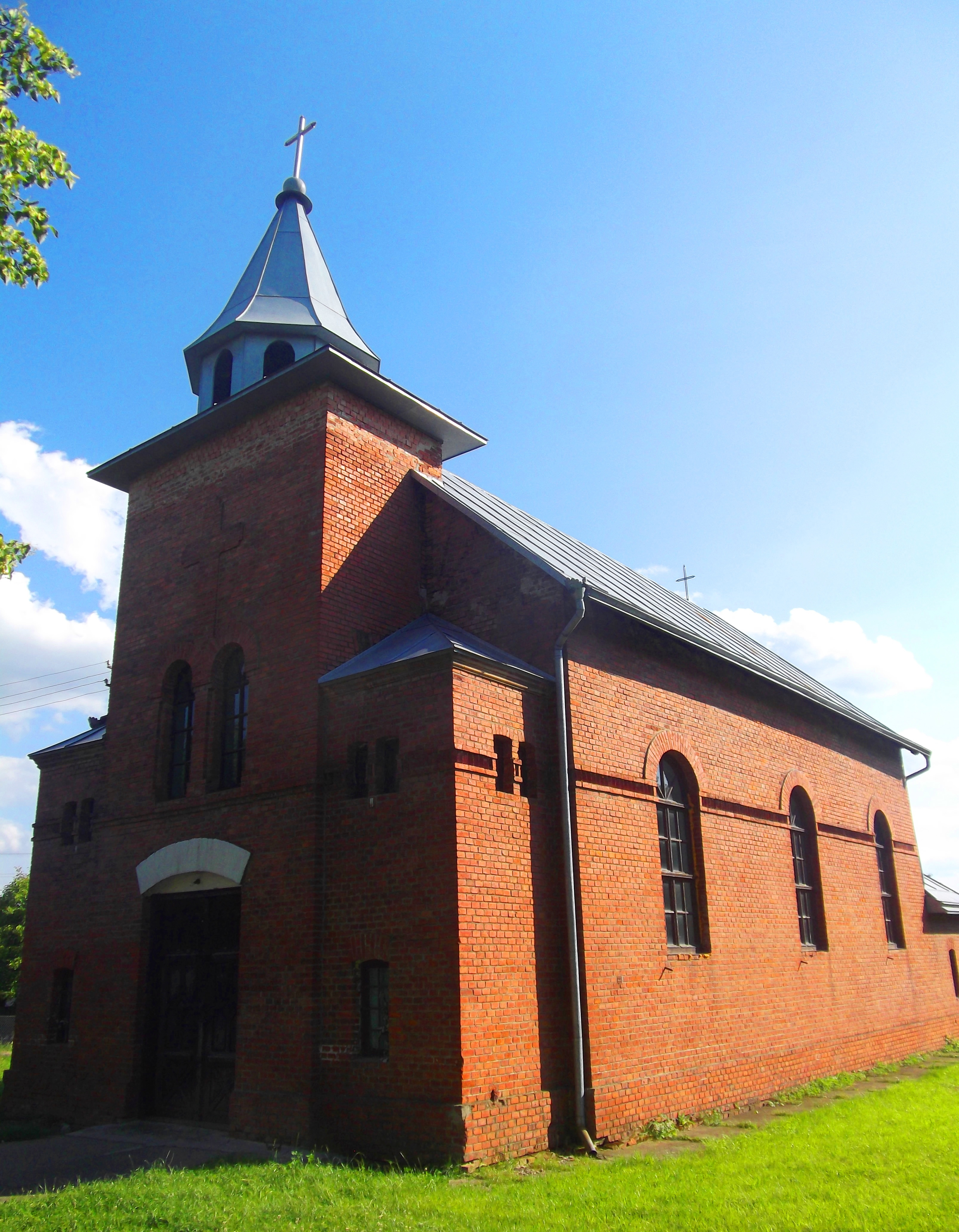
Ценява, Костел
Ценява, Будинок культури та бібліотека
Ценява, Пам'ятник
Ценява, Школа
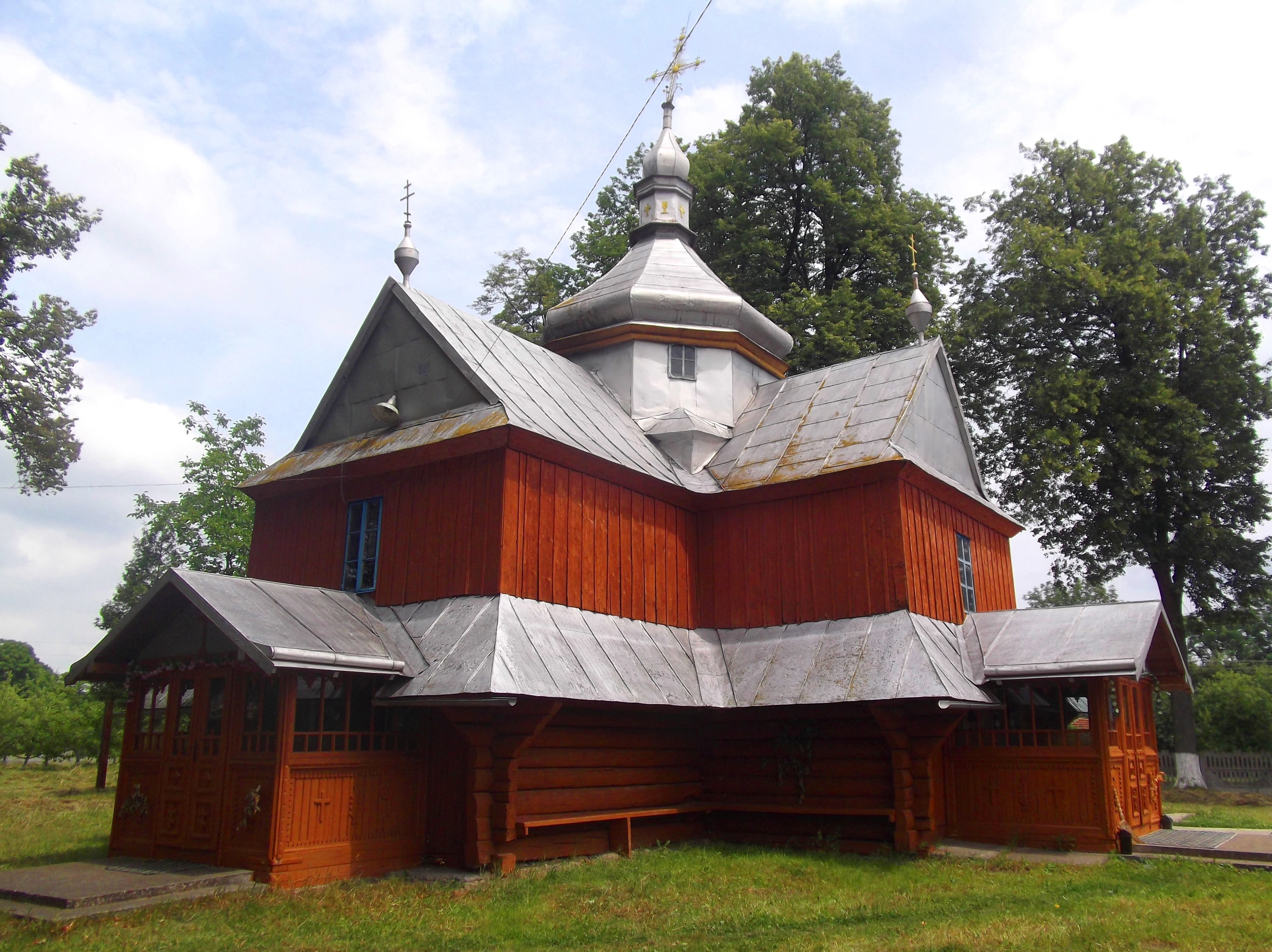
Церква Воздвиж. Чесного Хреста
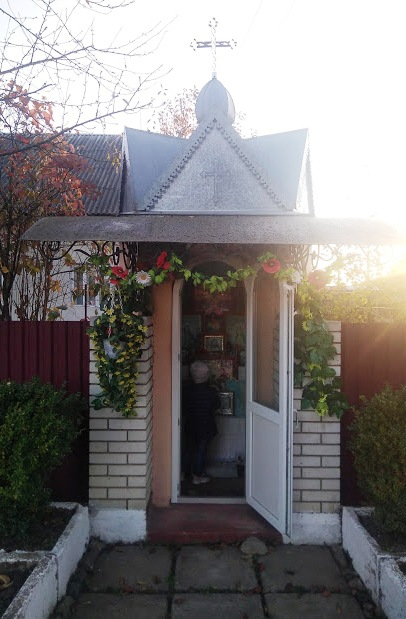
Ценява, Капличка Святого Юди Тадея.
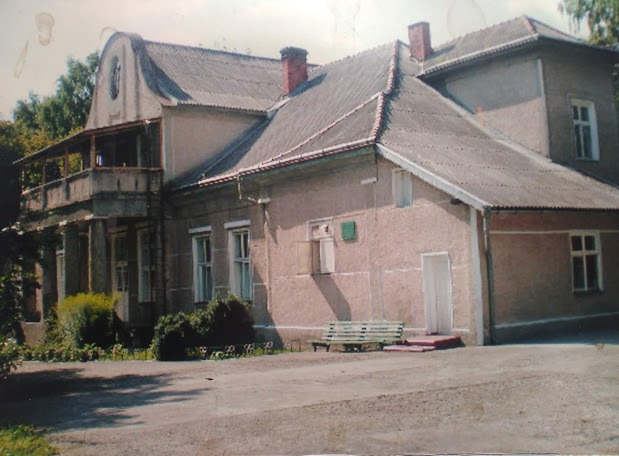
Ценява, Стаціонарне відділення КМФПД
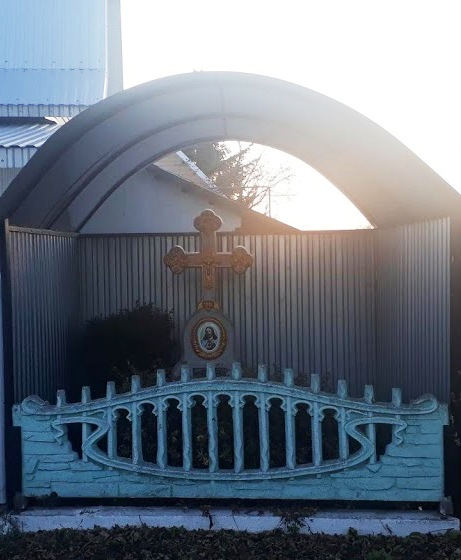
Ценява, Хрест
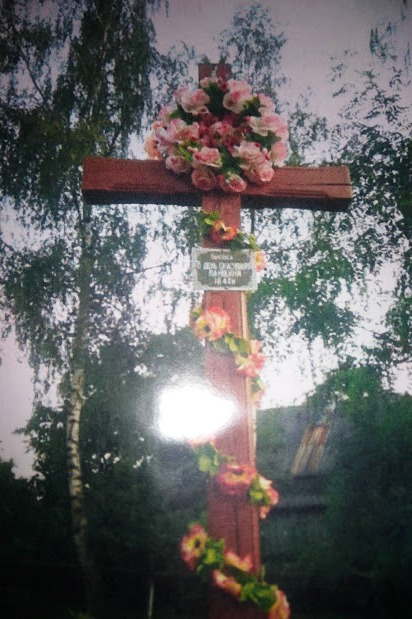
Ценява, Дубовий хрест на честь скасування панщини.